# Barcikowo (województwo warmińsko-mazurskie)
Barcikowo (dawniej niem. Battatron) – wieś w Polsce położona w województwie warmińsko-mazurskim, w powiecie olsztyńskim, w gminie Dobre Miasto.
Wieś warmińska, położona przy drodze z Olsztyna do Dobrego Miasta. We wsi znajduje się Szkoła Podstawowa im. Marii Zientary-Malewskiej.

## Historia
Inicjatywa założenia szkoły w Barcikowie narodziła się jeszcze w XVIII w., kiedy to na potrzeby mieszkańców sprowadzono z  Nowego Kawkowa nauczyciela, mówiącego zarówno po polsku jak i po niemiecku. Nauczyciel ten pracował w Cerkiewniku. Nową szkołę w Barcikowie wybudowano w XIX w. W tym czasie nauczano po niemiecku.
Po wojnie szkołę otwarto 1 stycznia 1950 roku. Uczyły się w niej dzieci z Barcikowa. Na przełomie lat siedemdziesiątych i osiemdziesiątych XX w. szkoła znacznie się powiększyła. Do szkoły w Barcikowie zaczęły uczęszczać dzieci z miejscowości: Stary Dwór, Kabikiejmy Górne i Dolne oraz w Cerkiewnik (w miarę jak szkoły w tych miejscowościach były likwidowane). W latach największego rozkwitu w tutejszej szkole uczyło się 150 dzieci. Na szkołę przeznaczono budynek po byłej Gromadzkiej Radzie Narodowej oraz budynek po agronomówce.
W latach 1954–1972 wieś należała i była siedzibą władz gromady Barcikowo. W latach 1975–1998 miejscowość administracyjnie należała do województwa olsztyńskiego.
W sierpniu 1982 r. rozpoczęto budowę kaplicy wraz z salką katechetyczną. We wrześniu 1983 r. punkt katechetyczny wyświęcił ks. bp Jan Obłąk. Pierwszą mszę świętą w kaplicy pw. św. Maksymiliana Marii Kolbego odprawił 19 czerwca 1983 r. ks. prałat Emil Rzeszutek. W 1999 roku szkole nadano imię Marii Zientary-Malewskiej. W 2010 r. we wsi mieszkało 317 osób, w tym 149 kobiet i 168 mężczyzn.

## Zabytki
- budynek szkoły z czerwonej cegły,
- kapliczka z sygnaturką, znajduje się obok szkoły.